# Jamalpur (zila)
Jamalpur (en bengalí: জামালপুর) es un zila o distrito de Bangladés que forma parte de la división de Daca.
Comprende 7 upazilas en una superficie territorial de 2.068 km² : Baksiganj, Dewanganj, Islampur, Jamalpur, Madarganj, Melandaha y Sarishabari.
La capital es la ciudad de Jamalpur.

## Upazilas con población en marzo de 2011[2]
- Bakshiganj 218,930
- Dewanganj 258,133
- Islampur 298,429
- Jamalpur Sadar 615,072
- Madarganj 263,608
- Melandaha 313,182
- Sarishabari 325,320

## Demografía
Según estimación 2010 contaba con una población total de 2.430.287 habitantes.